# Ictinogomphus pertinax
Ictinogomphus pertinax – gatunek ważki z rodziny gadziogłówkowatych (Gomphidae).